# Demokratyczna Armia Grecji
Demokratyczna Armia Grecji (DSE) (Δημοκρατικός Στρατός Ελλάδας, ΔΣΕ – Dimokratikos Stratos Elladas – wierny przekład: Demokratyczne Wojsko Grecji) była największą organizacją zbrojną, związaną z Komunistyczną Partią Grecji (KKE) w trakcie wojny domowej w Grecji (1946–1949). Nazwę własną DSE równie wiernie i trafnie przetłumaczyć można też jako Republikańskie Wojsko Grecji. Partyzanci byli przeciwnikami monarchii. Występowali przeciw dyskryminacjom, a na zajmowanych terenach organizowali własną administrację, bezpłatną służbę zdrowia, oświatę i życie kulturalne, uwzględniające też potrzeby słowiańskiej mniejszości językowej. Deklarowali walkę o usunięcie z życia publicznego praktyk faszyzmu, obecnych w Grecji od 1936, tj. od okresów dyktatur generała Metaksasa i Państwa Greckiego, przy czym brytyjski protektorat uznali za kolejną okupację. Dalekosiężnym celem DSE miało być suwerenne państwo, oparte na rzeczywistej demokracji ludowej. Przy rosnącym uzależnieniu od pomocy zagranicznej, od połowy 1948 r. zadeklarowano cel budowy państwa komunistycznego. Po okresie sukcesów, niedostatecznie uzbrojone powstanie zakończyło się klęską, wobec wsparcia udzielonego siłom królewskim przez Stany Zjednoczone. Decydujące dla zakończenia walk okazało się użycie dostarczonych z USA bomb napalmowych.

## Tło historyczne
Wkrótce po wyzwoleniu Grecji spod okupacji hitlerowskiej oraz po układzie z Warkizy i niezgodnie z jego postanowieniami, brytyjski korpus ekspedycyjny, wraz z wojskiem królewskiego rządu Grecji, zmobilizowały 60 000 żołnierzy, 200 czołgów i 80 samolotów przeciw lewicowemu, republikańskiemu Narodowemu Frontowi Wyzwoleńczemu EAM (Εθνικό Απελευθερωτικό Μέτωπο). Prócz akcji wojska i policji, w kraju działało 166 grup antykomunistycznych o charakterze bojówkarskim. Tylko w okresie od wydarzeń grudniowych 1944/45 r. do 31 marca 1946 w kraju doszło - przeciw domniemanym komunistom - do 1289 mordów, 6671 zranień, 31 632 przypadków tortur, 84 931 aresztowań, 165 gwałtów i 18 767 rabunków oraz skazano na wyroki więzienia ponad 30 tysięcy osób, podejrzanych o sprzyjanie EAM. Dane o aresztowaniach i uwięzieniach, wymienione przez stronę rządową, są jeszcze nieco wyższe. Zdaniem lewicy, za morderstwa odpowiedzialne były bojówki antykomunistyczne, policjanci Gwardii Narodowej, policjanci policji lokalnej oraz sporadycznie członkowie brytyjskiego korpusu ekspedycyjnego. Duży wpływ na taki rozwój sytuacji wywarła okoliczność, że strona rządowa, zachęcona przez Winstona Churchilla, już od pierwszych dni po wyzwoleniu Grecji spod niemieckiej okupacji przejęła i zatrudniła ponownie niemal wszystkich żołnierzy i oficerów byłych hitlerowskich Batalionów Bezpieczeństwa.
Komuniści organizowali samoobronę. Odtworzono istniejące w okresie okupacji hitlerowskiej tajne oddziały OPLA (Ομάδες Προστασίας Λαϊκών Αγωνιστών, ΟΠΛΑ – Grupy Ochrony Ludowych Bojowników). Do lata 1946, na terenie całej Grecji powołano lokalne sztaby OPLA. Możliwe, iż zapowiedzią walki zbrojnej była już akcja 30 bojowników - kombatantów ELAS przeciw więzieniu w Litochoro, przeprowadzona 31 marca 1946 nad ranem, czyli w dzień pierwszych wyborów powszechnych. Żadna z organizacji nie przyznała się oficjalnie do jej przeprowadzenia.

## Powstanie DSE
Już jesienią 1945 roku lasy i góry Grecji zaczęły ponownie zapełniać się uciekinierami spod fali terroru. Organizatorem ich przetrwania, a w późniejszym okresie także DSE i walki zbrojnej, była Komunistyczna Partia Grecji (KKE). Pierwsze akcje zbrojne koordynował Główny Sztab Partyzantów (Γενικό Αρχηγείο Ανταρτών), utworzony 28 października 1946 pod dowództwem Markosa Wafiadisa. Rozkazem nr 19 z dnia 27 grudnia 1946 siły powstańcze nazwano Demokratycznym Wojskiem Grecji. Rozkaz dzienny z 28 grudnia 1946 stwierdza: DSE stanowi narodowe, ludowe, rewolucyjne wojsko nowej Demokratycznej Grecji i walczy z bronią w ręku o naszą narodową Suwerenność i o Ludową Demokrację. Celem DSE było wprowadzenie w Grecji ustroju socjalistycznego, zbliżonego do ustrojów krajów Europy Wschodniej i Centralnej.
Rota przysięgi wojskowej DSE podkreślała ideały niepodległościowe i antyfaszystowskie, czyli tradycje przejęte po ELAS. Mimo tych korzeni Demokratyczne Wojsko od początku swego istnienia było uzależnione od pomocy z zagranicy. Toteż odmówiono udziału wielu zawodowym oficerom, uprzednio służącym w Greckim Ludowym Wojsku Wyzwoleńczym - wprawdzie sympatykom lewicy, jednak nie-komunistom. Następnie - mniej więcej w okresie pomiędzy latem 1947 r. a latem 1948 r. - unaocznił się ściśle komunistyczny charakter DSE.

## Skład i liczebność DSE
Wg źródeł DSE w walce partyzanckiej, prowadzonej przez zwarte oddziały, wzięło udział łącznie około 50 tysięcy bojowników. Około 25 tysięcy osób po stronie DSE zginęło w walce, zmarło wskutek odniesionych ran lub zostało zamordowanych. Maksymalna liczebność partyzanckich oddziałów sięgnęła 35 tysięcy żołnierzy, zorganizowanych w 9 dywizjach i mniejszych jednostkach. Miało to miejsce w I połowie 1948 roku. DSE faktycznie kontrolowało wtedy większość terytorium państwa. W pierwszym okresie powstania większą część partyzantów stanowili uciekinierzy spod fali represji – osoby podejrzewane o sprzyjanie lewicy oraz powszechnie prześladowani kombatanci byłego ruchu narodowowyzwoleńczego ELAS. 30% składu oddziałów stanowiły kobiety. Służyły także w oddziałach szturmowych i jako oficerowie. 2751 partyzantów ukończyło Szkołę Oficerską Generalnego Sztabu DSE. Około 20–25% kadry oficerskiej DSE poległo, gdy po stronie mniej intensywnie wykorzystywanych bojowo oddziałów królewskich poległo 9% oficerów.
W końcowej fazie walk, rozgrywającej się przy północnych granicach Grecji, około 40% stanu oddziałów DSE stanowiła lokalna ludność słowiańskojęzyczna (głównie Macedończycy oraz słowiańskojęzyczni Grecy). Osoby 14-letnie uznawano za zdolne do służby w oddziale, a do stałej opieki nad rannymi wykorzystywano również dzieci. Przez cały okres powstania zdecydowaną większość bojowników stanowili ludzie bardzo młodzi.

## Zagadnienie przymusowego poboru
Dominują opinie, że więcej niż połowa bojowników DSE pochodziła z poboru przymusowego. W roku 1948 dowódca DSE Markos Wafiadis informował, że ponad 90% partyzantów pochodzi z takiego poboru, wywołując tym burzę wśród ortodoksyjnych komunistów. Występują różnice ocen skali tego zjawiska przez poszczególnych badaczy, ponieważ dla bezpieczeństwa rodzin pobór do DSE niemal w każdym przypadku przeprowadzany był z upozorowaniem przymusu. Do DSE wcielano też jeńców – uprzednio poborowych wojsk królewskich. Siły rojalistyczne raportowały 6986 swych żołnierzy jako zaginionych. Sądy mogły odstąpić od wymierzenia kary śmierci, zdarzało się nawet, że orzekały uniewinnienie wobec jeńca, deklarującego walkę nie z własnej woli.
Odsetek dezercji był wysoki, przybierając także formy odejść grupowych i np. w 1947 roku wyniósł dla co najmniej 18% stanu oddziałów, podległych Sztabowi Zachodniej Macedonii. Niektórzy badacze przyjmują, że dane te zaniżano, a dezercje przyczyniły się łącznie do około 1/3 strat osobowych DSE.

## Najważniejsze walki
W trzyletniej wojnie domowej największymi bitwami, stoczonymi przez DSE, stał się dwukrotnie bój o masyw góry Grammos. W pierwszej z tych bitew wojska rządowe użyły 80 000 żołnierzy, którym DSE przeciwstawiło łącznie 11 000 mężczyzn i kobiet. Walki toczyły się od 16 czerwca do 21 sierpnia 1948. Tegoż dnia siły DSE przełamały pierścień wojsk rządowych, przebijając się w kierunku wschodnim do masywu góry Vitsi. Manewr ten uważany jest za jedną z najciekawszych taktycznie operacji DSE. W sierpniu 1948 r. pierwszego dowódcę DSE, Markosa Wafiadisa, zastąpił na tym stanowisku I sekretarz KC KPG Nikos Zachariadis. Był on zwolennikiem operacji typu frontowego, nie zaś dalszej wojny partyzanckiej. Zmiana taktyki poskutkowała krwawymi klęskami partyzantów, uzbrojonych znacznie słabiej niż armia rządowa, pozbawionych lotnictwa, usiłujących jednak zajmować także ważne ośrodki miejskie. Najbardziej tragicznie powstanie skończyło się na półwyspie Peloponez, gdzie w okresie od lutego do kwietnia 1949 r. 3. dywizja DSE, odcięta od źródeł zaopatrzenia, została całkowicie unicestwiona. Pod koniec sierpnia 1949 wojska rządowe z pomocą logistyczną USA pokonały też siły DSE w drugiej bitwie o góry Vitsi i Grammos. Według źródeł KPG istniała już wtedy 50-krotna przewaga siły ognia na korzyść strony rządowej. Lotnictwo rządowe wypaliło szatę leśną na rozległych obszarach kraju, a w trakcie walk używano także bomb napalmowych. W końcowej fazie wojny operacjami strony rządowej kierowali doradcy amerykańscy, a w Grecji przebywało około 5 tysięcy amerykańskiego personelu wojskowego, w tym walczący piloci. 16 października 1949, ówczesny "Premier Demokratycznego Rządu Tymczasowego" Dimitris Partsalidis, ogłaszając przez radio zakończenie działań bojowych, dodał, że "DSE nie złożyło broni, a jedynie postawiło ją u nogi, ustępując wobec ogromnej przewagi monarchofaszyzmu". Złożenie broni przez partyzantów, w opinii dyplomacji zachodnich, miałoby być warunkiem przedwstępnym rozmów o normalizacji.

## Emigracja oraz sytuacja rodzin pozostających w Grecji
Po klęsce na Vitsi, a następnie także na Grammos, partyzanci przekroczyli granicę albańską rozpraszając się po krajach demokracji ludowej.
Sztab wojsk rządowych postulował kontynuację operacji przeciwpartyzanckiej także w granicach Albanii, czemu sprzeciwili się Amerykanie. Spośród pozostałych w Grecji byłych członków antyhitlerowskiego ruchu oporu EAM/ELAS oraz bojowników i sympatyków DSE długotrwale więziono - wg oceny obu stron konfliktu - łącznie ponad 100 tysięcy osób, a dużą ich liczbę rozstrzelano.
Wg danych KPG emigrowało co najmniej 65 tysięcy partyzantów DSE i ich bliskich. Liczba ta może być jednak wyższa, gdyż strona rządowa podaje informację o ewakuacji przez partyzantów również do 30 tysięcy małych dzieci, a strona jugosłowiańska informowała o przenoszeniu się tysiącami całych rodzin macedońskich z Grecji do Jugosławii. Około 14 tysięcy spośród emigrantów, w tym ponad 3100 małych dzieci, trafiło do Polski. Z tej grupy ok. 1,5 tys. partyzantów i ich rodzin, głównie słowiańskich Macedończyków, przeniesiono następnie do Jugosławii. Już po zakończeniu powstania funkcjonowały w Polsce kursy oficerskie DSE, następnie zastąpione szkolnictwem cywilnym. W 1949 r. w Dziwnowie utworzono dla Greków szpital polowy, funkcjonujący od lipca 1949 przez 3 lata.
Domy dziecka dla dzieci ewakuowanych z terenów walk organizowała też strona rządowa i przy współpracy obu stron. Następnie wiele dzieci zostało oddanych do adopcji za granicę, głównie do USA, co przedstawiano jako wielką zasługę publiczną królewskiego domu i królowej Fryderyki Hanowerskiej osobiście. Wywożenie partyzanckich dzieci do tzw. krajów demokracji ludowej, m.in. do Polski, przedstawiano jako porywanie dzieci ich opiekunom, czyli działalność zbrodniczą. Polskie badania nie potwierdzają tej oceny.
Łącznie w trakcie wojny domowej ponad 200 tysięcy osób opuściło swe domy samodzielnie, a dalszych 800 tysięcy mieszkańców prowincji przymusowo wysiedliła armia rządowa. Przenoszono ich do prowizorycznych obozowisk, zakładanych na obrzeżach dużych miast i ściśle kontrolowanych policyjnie. Osiedla te stanowiły następnie rezerwuar taniej i zastraszanej siły roboczej. Tylko część spośród wypędzonych powróciła potem do swych wsi, tym bardziej, że rozmyślne wypalenie lasów wywołało liczne lokalne katastrofy ekologiczne. Niektóre miejscowości, zwłaszcza górskie, opustoszały nieodwracalnie. Wyraźnie niższy niż w PRL był poziom życia ludności wiejskiej i robotniczej. Niewyobrażalnie dla Polaków niski był poziom publicznego sektora szkolnictwa oraz publicznej opieki zdrowotnej. Od lat 60. XX wieku, wraz z rozwojem turystyki międzynarodowej, przewozów morskich i dzięki opcji powszechnej emigracji zarobkowej, nastąpił szybki wzrost także wynagrodzeń robotniczych. W latach 50. ustały oficjalne, formalne prześladowania wobec kombatantów ELAS (tj. lewicowych partyzantów z okresu II Wojny Światowej), oraz pozostających w Grecji rodzin partyzantów DSE. Z początkiem lat 60. zaczęła normalnie funkcjonować korespondencja pocztowa pomiędzy członkami rodzin pozostałymi w Grecji, a emigrantami zamieszkałymi w krajach demokracji ludowej. Niemniej jednak osoby z rodzin lewicy w dalszym ciągu czuły się dyskryminowane.
W krajach demokracji ludowej do końca lat 60. utrudniony - a nieraz niemożliwy - był kontakt partyzanckich rodzin z ich bliskimi, zamieszkującymi w azjatyckiej części ZSRR.

## Normalizacja sytuacji prawnej partyzantów i ich rodzin
Mimo stałych zachęt władz, formalnie potwierdzonych w roku 1950 i ponownie w okresie rządów junty wojskowej, jedynie nieliczni partyzanci ujawnili się, bądź powrócili z zagranicy, podpisując tzw. oświadczenie o żalu (gr. δήλωση μετανοίας). Ukrywano się w górach, z początku w rozbitych, odciętych od granicy państwa i nie walczących już oddziałach, następnie indywidualnie, stopniowo wykorzystując okazje do emigracji. Po utrwaleniu w Grecji ustroju demokratycznego, co w rzeczywistości nastąpiło po 1974 roku, większość partyzantów stopniowo powróciła do ojczyzny. Nie ogłaszano abolicji, niemniej odstąpiono od śledztw wobec uczestników wojny domowej, a w roku 1975 wprowadzono także możliwość skorzystania z amnestii. Zamieszkujący w Grecji kombatanci DSE, jeśli uprzednio walczyli także w antyhitlerowskim ruchu oporu, od 1983 r. otrzymują godziwe renty inwalidzkie. Młodzież grecka i z rodzin mieszanych po roku 1974 pierwszy raz zobaczyła ojczyznę swych rodziców. Pierwszy z dowódców DSE Markos Wafiadis powrócił z emigracji w 1983 r., a następnie został dwukrotnie wybrany posłem do parlamentu Republiki Grecji z ramienia centro-lewicowej partii PASOK. Partia ta, wielokrotnie zwyciężając wybory parlamentarne, przyczyniła się też w największym stopniu do normalizacji sytuacji rodzin kombatantów.
W sierpniu 1989 r. parlament jednogłośnie zdecydował o zniszczeniu teczek personalnych obywateli nie pozostających już w czynnej służbie bezpieczeństwa kraju. Wydarzenia z lat 1946–49 uznano za Grecką Wojnę Domową, a status kombatantów przyznano wszystkim jej uczestnikom. Byli partyzanci określani są teraz jako bojownicy (αντάρτες) DSE lub bojownicy Demokratycznego Wojska.